# 和拍子
和拍子（Wabyoshi、わびょうし）とは、日本で生まれた音楽のジャンルのひとつ。日本（和）の”拍子”が語源。ジャズ・ロック・ボサノヴァ等が西洋音楽とアフリカのリズムの融合によって誕生したように、西洋音楽のハーモニーと日本古来のリズムが融合したハイブリッドなポピュラー音楽の一つに位置づけられる。

## 音楽的特徴
ハーモニーおよびメロディは西洋音楽の影響を受けたものであり、それまでのいわゆる日本の音楽の特徴とされた日本固有の音階（ヨナ抜き音階など）は使用しない。
一方、リズムにおいてはポピュラー音楽において支配的であるバックビートを用いることなく、元来日本人に自然に備わっていたリズム感覚、現在でも盆踊り等でみられる手拍子のタイミングである１拍目を強調したリズムを軸に、太鼓や三味線等の演奏において顕著なシンコペーション（裏拍を強調）を多用する。
演奏に使用される楽器はドラムス・エレキギターをはじめ、ポピュラー音楽等で使用される全てのものであり、必ずしも和楽器に限定されるものではない。

## 歴史
2009年に作曲され、日本の音楽グループ「わ？（Wa?）」によって発表された「和拍子ミュージック（Wabyoshi　Music）」において和拍子という言葉が使用された。

## 代表曲
オリジナル曲
- Wabyoshi Music
- Child In The Garden
- Million Times
- Chocolate Balloon
- Everytime
- Ninja

カバー曲
- Sukiyaki
- Solid Bond In Your Heart
- Winter Wonderland